# Fallet (TV-serie)
Fallet är en svensk TV-dramatisering av uppmärksammade rättsfall i Sverige under 2000-talet.
Serien hade premiär i SVT den 11 oktober 2009.

## Avsnitt 1:Hagamannen
Regi: Reza Parsa
Manus: Håkan Lindhé
Rollista:
- Pär Luttropp - Hagamannen
- Ulrica Flach - Sambon
- Claes Hartelius - Förmannen
- Krister Kern - Arbetskamrat 1
- Mattias Brunn - Arbetskamrat 2
- Johan Kylén - Förhörsledaren
- Anders Löfqvist - Göran Markström
- Ylva Gallon - Provtagningspolis
- Hans Brorson - Arresteringspolis 1
- Rickard Castefjord - Arresteringspolis 2
- Elin Gradin - Kvinna på barnkalas
- Emil Klingwall - Man på barnkalas

## Avsnitt 2:Rödebyfallet
Regi: Molly Hartleb
Manus: Alexander Söderberg
Rollista
- Björn Andersson - Bernt
- Carina Söderman - Brittis
- Robin Skenhede - Leo
- Ludwig Palmell - Kevin
- Tom Ljungman - Micke
- Niclas Larsson - Jeppe
- Per Holtstrand - Robin
- Ida Hackzell - Lena
- Per Öhagen - Jonny
- Melissa Mjöberg - Maria

## Avsnitt 3:Skandiaaffären
Regi: Molly Hartleb
Manus: Gunnar Lindstedt
Rollista
- Göran Ragnerstam - Lars-Eric Petersson
- Lennart R. Svensson - Lars Ramqvist
- Lars Väringer - Bengt Braun
- Carina M. Johansson - Helena Petersson
- Dag Malmberg - Helena Petersson
- Jan Holmquist - Christer van der Kwast
- Ben Roberts - Will Mesdag
- Peter Rawet

## Avsnitt 4: Hotet
Regi: Caroline Cowan
Manus: Linda Ung
Rollista
- Shebly Niavarani - Masoud
- Maryam Moghaddam - Shahnaz
- Arsallan Abdollahi - Vän Arsallan
- Sharzad Afrasiabi - Vän Sharzad
- Ashkan Ghods - Abbas
- Zana Penjwani - Ledaren
- Örjan Landström - Gängmedlem
- Danial Lashede - Gängmedlem
- Elisabeth Falk - Psykolog
- Fredrik Nilsson - Civilpolis
- Ida Azam - Dottern
- Daniel Sarrandi - Sonen